# Schwellkörper
Ein Schwellkörper, Corpus cavernosum, ist ein sich mit Blut füllendes und dadurch physische Aufgaben erfüllendes Gefäßgeflecht. Es handelt sich anatomisch um ein arterielles oder venöses Gefäßgeflecht. Es besteht aus einer Vielzahl von nebeneinanderliegenden, weitlumigen mit Endothel ausgekleideten Hohlräumen. Durch eine passagere Zunahme der Blutfülle erfüllt es die Aufgaben im Sinne einer Aufrichtungs- oder Abdichtungsfunktion. 
Im engeren Sinn ist der Penis- bzw. Klitorisschwellkörper gemeint (Aufrichtungsfunktion). Die Blutzufuhr wird durch Sperrarterien und arteriovenöse Anastomosen reguliert. Während der sexuellen Erregung kommt es durch Steigerung des Blutzuflusses und Drosselung des Blutabflusses in den Schwellkörpern und damit vergrößerten Blutfüllung in den weiblichen und männlichen Schwellkörpern zur Erektion. Diese ist physiologischerweise eine der Voraussetzungen für die Fortpflanzung durch den lustvoll erlebten Geschlechtsverkehr (Begattung).

## Schwellkörper des Penis
Am Penis der Säugetiere werden zwei Schwellkörper unterschieden (siehe auch Penis der Säugetiere).
- Penisschwellkörper, Corpus cavernosum[3]
- Harnröhrenschwellkörper, Corpus spongiosum[3]

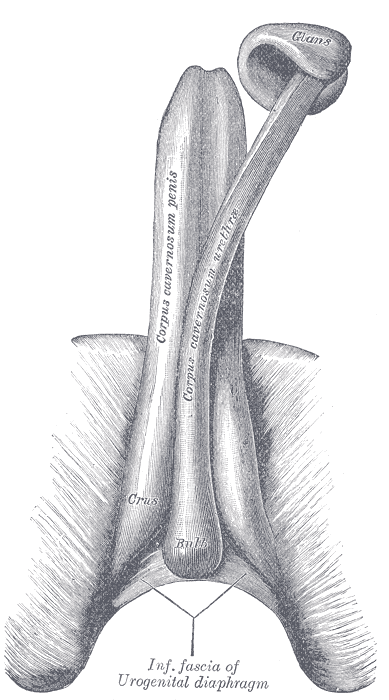
Die drei Schwellkörper des Penis
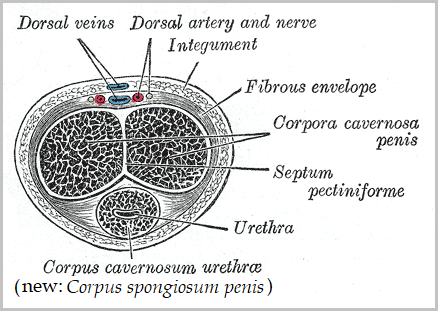
Menschlicher Penis im Querschnitt.
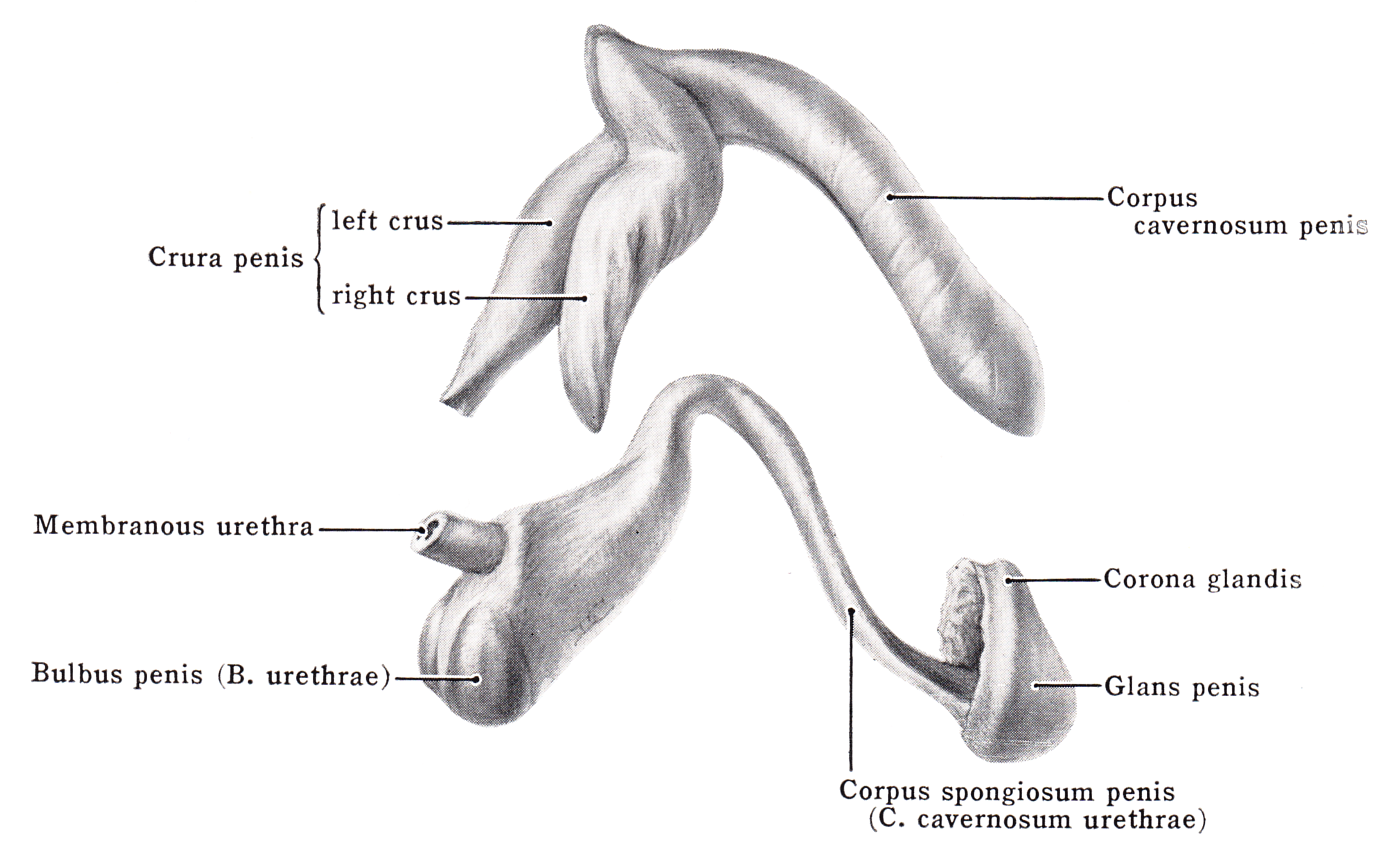
Schwellkörpersysteme des Mannes: Oben das Carvenosum penis mit beiden Crura penis (analog dem klitoralen System), Unten das Corpus spongiosum penis mit dem Bulbus penis. Als Corpus cavernosum urethrae bezeichnet, sind sie den Bulbi vestibuli, der Gräfenberg-Zone, dem Anterior Fornix Erogenous Zone, kurz AFE-Zone (Halban-Faszie), der Frau analog.

### Corpus cavernosum
Das Corpus cavernosum penis („Penisschwellkörper“) beginnt paarig in den Penisschenkeln (Crura penis) und heftet sich am Sitzbein an. Die beiden Schwellkörperschenkel vereinigen sich im Bereich des Peniskörpers zum nunmehr unpaaren Corpus cavernosum, in dem bei einigen Säugetieren noch eine Scheidewand (Septum) die ursprüngliche Paarigkeit andeutet.
Der Schwellkörper ist von einer dicken Bindegewebskapsel (Tunica albuginea) umgeben, die dafür sorgt, dass sich der Penis bei der Erektion versteift und verlängert und sich nicht wie ein Ballon aufbläht. Von der Kapsel gehen Septen ins Innere, die bei einigen Tierarten (z. B. Pferde) auch glatte Muskulatur enthalten.
Das Corpus cavernosum ist ein arterieller Schwellkörper. Es ist im erschlafften Penis blutleer. Bei der Erektion öffnen sich sogenannte Sperrarterien (Arteriae helicinae) und füllen den Schwellkörper mit Blut. Gleichzeitig wird der venöse Abfluss unterbunden.

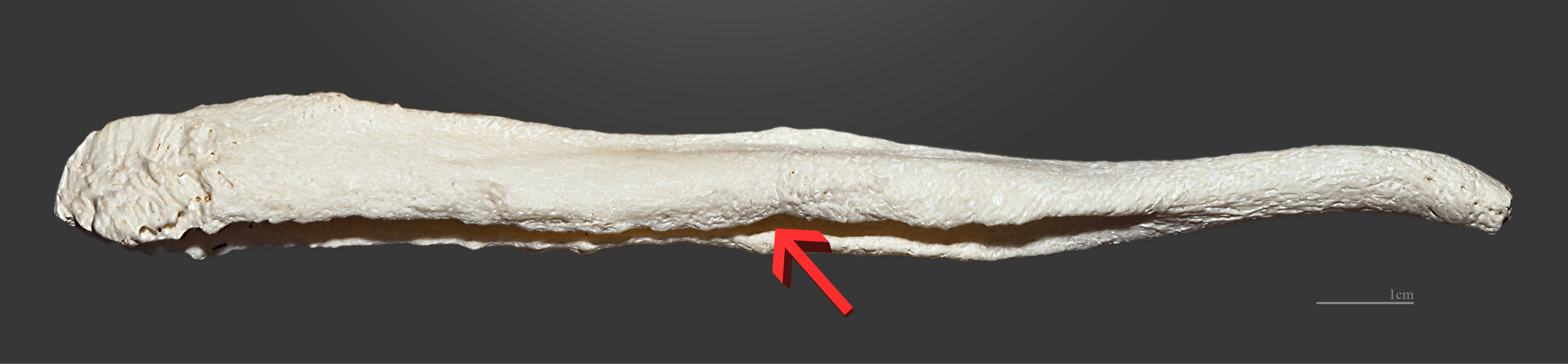
Penisknochen eines Hundes, der Pfeil zeigt auf die an der Unterseite liegende Rinne für die Harnröhre

Bei manchen Säugetieren wie den Primaten (außer Mensch), Raubtieren, Insektenfressern oder Fledertieren ist der Penisschwellkörper zum Penisknochen (Os penis) verknöchert oder zu einer Knorpelröhre umgebaut.

### Corpus spongiosum
Das Corpus spongiosum (Harnröhrenschwellkörper) ist im Bereich der Peniswurzel kolbig aufgetrieben (Bulbus penis). Es liegt an der Unterseite des Penis und umgibt die Harnröhre (Urethra) und setzt sich bis zur Eichel (Glans penis) fort. Es besitzt nur eine schwache Tunica albuginea und ist reich an elastischen Fasern, die ihn bei einer Erektion plastisch halten und ein Komprimieren der Harnröhre verhindern. 
Der Harnröhrenschwellkörper ist ein sogenannter venöser Schwellkörper. Er wird auch im erschlafften Zustand von Blut durchströmt. Die im Gegensatz zum Penisschwellkörper schwache Erektion geschieht durch Drosselung des venösen Blutabflusses.
Bei Hunden ist der Eichelschwellkörper sehr gut entwickelt und füllt sich erst nach dem Einführen des Penis bei der Begattung. Die Anschwellung bleibt in der Regel bis zu 30 Minuten nach der Ejakulation bestehen, selten bis zu einer Stunde. In dieser Zeit „hängt“ der Rüde an der Hündin. Eine gewaltsame Trennung würde zu schweren Verletzungen führen und könnte eine Trächtigkeit der Hündin nicht verhindern, weil die Begattung bereits erfolgt ist und nach Beginn der Ejakulation die Befruchtung der Eizellen nicht mehr unterbunden werden kann. 
Bei Paarhufern enthält die Eichel kaum Schwellgewebe, hier gibt es nur kleinere Venengeflechte unter der Schleimhaut.

## Schwellkörper der Klitoris und periurethrales Schwellkörpergewebe

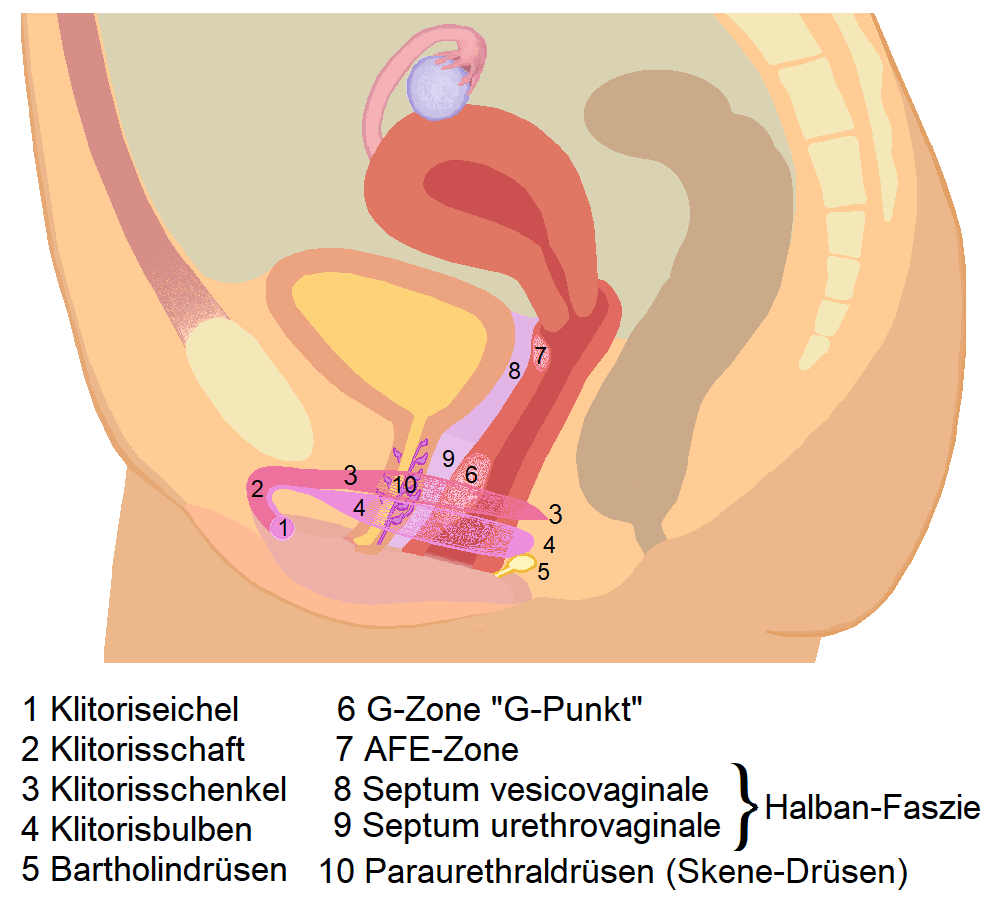
Lage der Schwellkörper weiblichen im Becken
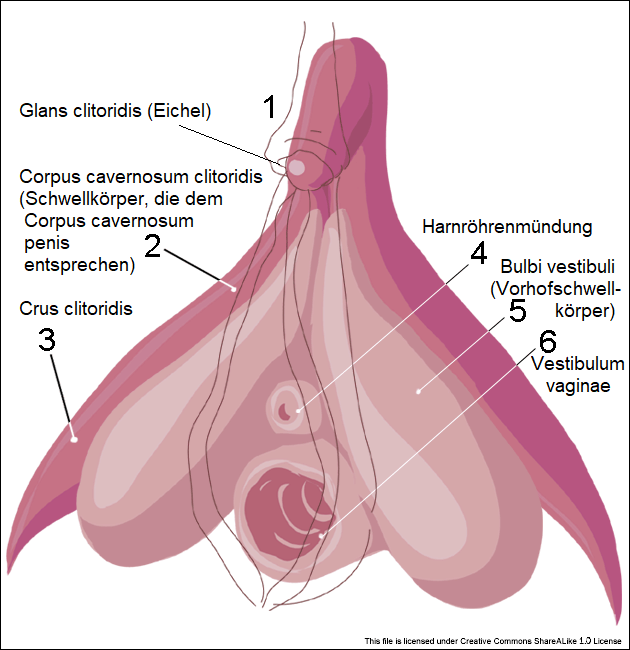
Klitoris mit 1) Eichel, Glans clitoridis in der Vorhaut 2) Schwellkörper, Corpus cavernosum clitoridis 3) Kitzlerschenkel, Crus clitoridis 4) Harnröhrenmündung 5) Vorhofschwellkörper, Bulbi vestibuli, entsprechen dem Corpus spongiosum penis oder Corpus cavernosum urethrae 6) Scheidenöffnung, Vestibulum vaginae
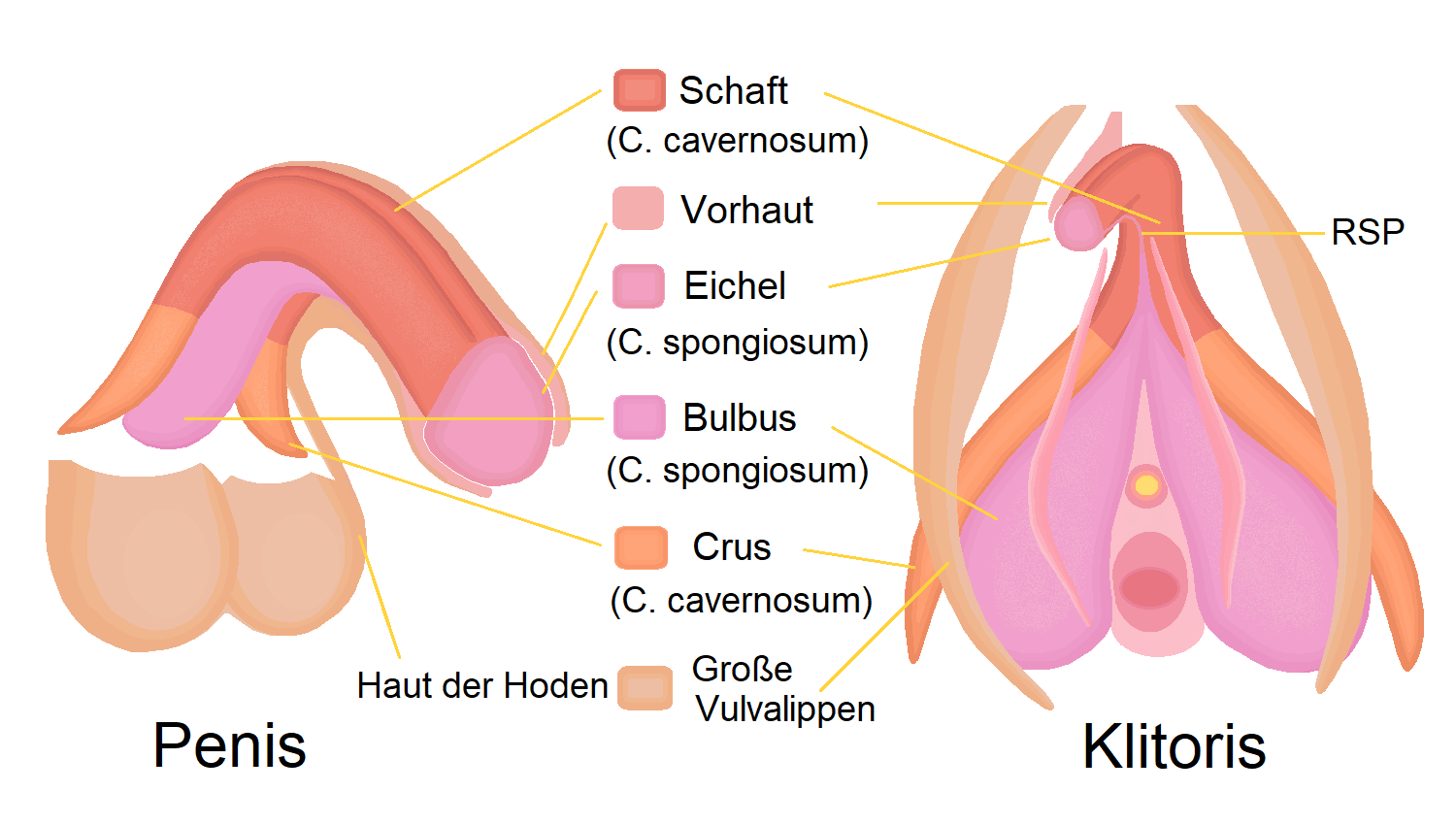
Entsprechungen der Schwellkörpersysteme von Mann und Frau.
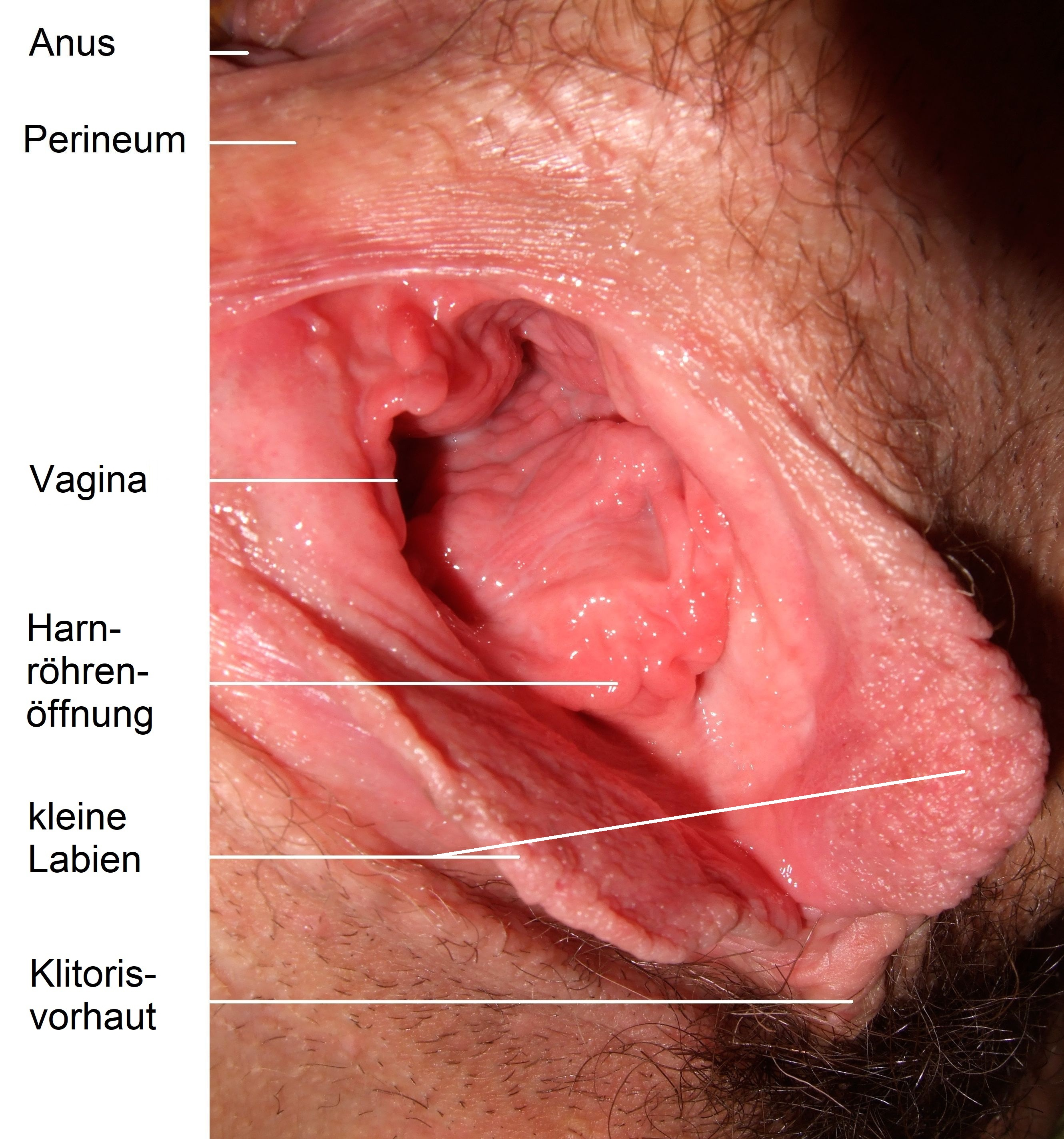
Blick auf das (intravaginal) sichtbare periurethale Schwellkörpergewebe. Die Eichel der Klitoris liegt zum Bildunterrand. Darüber die Harnröhrenmündung (Meatus urethrae externus) sie ist geschlossen und als kleine Erhebung sichtbar.

- Klitoris mit
1) Eichel, Glans clitoridis in der Vorhaut
2) Schwellkörper, Corpus cavernosum clitoridis
3) Kitzlerschenkel, Crus clitoridis 
4) Harnröhrenmündung
5) Vorhofschwellkörper, Bulbi vestibuli, entsprechen dem Corpus spongiosum penis oder Corpus cavernosum urethrae
6) Scheidenöffnung, Vestibulum vaginae
- Entsprechungen der Schwellkörpersysteme von Mann und Frau.
- Blick auf das (intravaginal) sichtbare periurethale Schwellkörpergewebe. Die Eichel der Klitoris liegt zum Bildunterrand. Darüber die Harnröhrenmündung (Meatus urethrae externus) sie ist geschlossen und als kleine Erhebung sichtbar.

Folgende Schwellkörpersysteme sind bei der Frau beschrieben bzw. als angenommen zu benennen:
- Corpus clitoridis aus den paarigen Anfangsteilen, Crura clitoridis mit den Corpora cavernosa clitoridis vereinigt zu der („sichtbaren“) Klitoris
- Glans clitoridis Eichel in der Vorhaut (dem Analogon zur Corpora cavernosa penis)
- Corpus cavernosum urethrae, zu dem als intravaginale Fortsetzung die Halban’schen Faszie, die Gräfenberg-Zone und die Anterior Fornix Erogenous Zone, kurz AFE-Zone, als zusätzliche Schwellkörpergewebe gerechnet werden.[7] Sie entsprechen dem männlichen Corpus spongiosum penis.

Das Corpus cavernosum clitoridis der Klitoris verhält sich wie der Penisschwellkörper und ist recht ausgedehnt. Der paarige Anfangsteil vereinigt sich zum Corpus clitoridis und setzt sich in die beiden Crura clitoridis fort; entsprechen dem Corpus cavernosum penis.
Nach Graumann und Sasse (2004) soll die Glans clitoridis aus dem vorderen Ende des Corpus clitoridis bestehen, das den Corpora cavernosa penis entspricht. In neueren Literaturquellen werden die Eichel des Penis und die Eichel der Klitoris jedoch beide als aus dem Corpus spongiosum bestehend und daher als homolog angesehen.

## Schwellkörper am After
Das Corpus cavernosum recti des Afters (auch Plexus haemorrhoidalis internus) besteht aus einem Geflecht von Sinusoiden (Blutgefäße, die im Gegensatz zu Venen keine muskulären Wandanteile besitzen), welche von der Arteria rectalis superior gespeist werden. Es dient dem Feinverschluss des Afterschließmuskels (Abdichtungsfunktion).

## Unechte Schwellkörper
Unter der Nasenschleimhaut (Lamina propria mucosae) befindet sich ein dichtes Netz von Blutkapillaren, sie münden in einen oberflächlichen Venenplexus ein. So ist dieser Venenplexus stark in Bereich der mittleren und unteren Nasenmuschel ausgeformt. Über eine Änderung der Blutfülle kommt es zu einer Volumenveränderung der nasalen Binnenräume, wodurch der Atemluftstrom beeinflusst wird.